# Nonsolonostalgia
Nonsolonostalgia  è un album di Rita Pavone, pubblicato nel 1997.

## Descrizione
Nel 1995 la cantante pubblica un doppio album per il solo mercato spagnolo dal titolo No solo nostalgia..., in cui vengono riproposti in chiave riarrangiata e con nuovi vocal, tutti i maggiori successi della cantante in lingua spagnola. Nel 1997 viene riproposta anche in Italia la stessa operazione, questa volta con i testi in italiano ed alcuni remix in chiave dance. All'interno del CD non vengono indicati i nomi di chi ha effettuato i remix, ma solo gli autori originali dei brani.

## Edizioni
L'album fu pubblicato in Italia in CD ed MC dall'etichetta Joker, sussidiaria della SAAR Records, con numero di catalogo CD 22153. Nel 2011 è stato ristampato per il mercato europeo col titolo Il meglio di, con numero di catalogo 1000 CD. Esiste anche una versione pubblicata in download digitale e per le piattaforme streaming.

## Tracce
1. Come te non c'è nessuno
2. Che m'importa del mondo
3. Fortissimo
4. Viva la pappa col pomodoro
5. La partita di pallone
6. Solo tu
7. Lui
8. L'amore mio
9. Ahi Ahi ragazzo
10. Cuore (Versione Dance)
11. La Partita Di Pallone (Versione Dance)
12. Datemi Un Martello (Versione Dance)
13. Geghege (Versione Dance)
14. Il Ballo Del Mattone (Versione Dance)
15. Qui Ritornerà (Versione Dance)